# Liberland zászlaja
Liberland zászlaja Liberland hivatalos állami jelképe. A zászlón 2 egyenlő vízszintes sárga csík, valamint 1 vízszintes barna csík áll, középen Liberland címere látható.